# Sekundærrute 551
De Sekundærrute 551 is een secundaire weg in Denemarken. De weg loopt van Branden via Tylstrup en Hjallerup naar Asaa. In Branden is een veerboot om het Deense eiland Fur te bereiken. De Sekundærrute 551 loopt door Midden-Jutland en is ongeveer 26 kilometer lang.